# Yannis Stankoglou
Yannis Stankoglou, född 1974, är en grekisk skådespelare.

## Roller (i urval)
- (2004) - Hardcore
- (2001) - Bar